# 박주가리아과
박주가리아과(----亞科, 학명: Asclepiadoideae 아스클레피아도이데아이[*])는 협죽도과의 아과이다. 예전에는 박주가리과(Asclepiadaceae, 또는 나마과(蘿藦科))였으나, APG II 분류 체계에서부터 협죽도과로 편입되었다.
주로 열대에서 난대에 걸쳐 분포하며, 특히 아프리카에는 많은 종이 있다. 세계적으로 348개 속에 2,900여 종 가량이 알려져 있으며, 한국에는 박주가리·나도은조롱·백미꽃·솜아마존·큰조롱 등의 10속 20종 정도가 분포하고 있다.
초본 또는 관목으로서, 잎은 대부분 마주나는데, 가장자리가 매끈하며 턱잎이 없다. 꽃은 방사 대칭인 양성화로 보통 취산꽃차례를 이루면서 달린다. 열매는 골돌이 되며, 안에는 여러 개의 긴 털을 가진 씨가 들어 있다.

## 하위 분류
- 관백미꽃족(Asclepiadeae Duby)[3]
- 나도은조롱족(Marsdenieae Benth.)[4]
- 에우스테기아족(Eustegieae Rchb. ex Liede & Meve)[5][6]
- 케로페기아족(Ceropegieae Decne. ex Orb.)[7]
- 포케아족(Fockeeae H.Kunze, Meve & Liede)[8]